# José Andres Carranza
José Andrés Carranza Grijalva (Manassas, Virginia, Estados Unidos; 18 de enero de 1999) es un futbolista que actualmente  esta sin club. Su último equipo fue el Deportivo Xinabajul de la Liga Nacional de Guatemala.

## Trayectoria

### Inicios
Jugó para North Carolina F. C. antes de unirse a la academia del D. C. United en 2013. Jugó en diferentes niveles en la academia desde 2013 hasta 2016.

### North Carolina FC
El 24 de marzo de 2017, firmó un contrato de aficionado con el equipo North Carolina F. C. de la USL Championship.
Firmó su primer contrato profesional con North Carolina FC el 1 de agosto de 2017.

### Atlanta United 2
Carranza firmó con Atlanta United 2 para la primera mitad de la temporada 2018.

### Louisville City FC
El 20 de agosto de 2018, se unió al Louisville City FC de la USL como agente libre.

## Palmarés

### Títulos nacionales
| Título           | Club               | País           | Año  |
| ---------------- | ------------------ | -------------- | ---- |
| USL Championship | Louisville City FC | Estados Unidos | 2018 |

## Clubes
| Club                  | País           | Año  |
| --------------------- | -------------- | ---- |
| North Carolina F. C.  | Estados Unidos | 2017 |
| Atlanta United 2      | Estados Unidos | 2018 |
| Louisville City F. C. | Estados Unidos | 2018 |
| Xelajú MC             | Guatemala      | 2022 |
| Deportivo Xinabajul   | Guatemala      | 2023 |